# Periyasemur
Periyasemur es una ciudad y municipio situada en el distrito de Erode en el estado de Tamil Nadu (India). Su población es de 55282 habitantes (2011). Se encuentra a 5 km de Erode y 99 km de Coimbatore.

## Demografía
Según el censo de 2011 la población de Periyasemur era de 55282 habitantes, de los cuales 28202 eran hombres y 27080 eran mujeres. Periyasemur tiene una tasa media de alfabetización del 82,61%, superior a la media estatal del 80,09%: la alfabetización masculina es del 88,11%, y la alfabetización femenina del 76,89%.